# رون جونز (ممثل)
رون جونز (بالإنجليزية: Ron Cephas Jones)‏ هو ممثل أمريكي، ولد في 8 يناير 1957 بباترسون في الولايات المتحدة.

## أعمال

### مسلسلات
- السيد روبوت
- هؤلاء نحن

## وصلات خارجية
- رون جونز على موقع IMDb (الإنجليزية)
- رون جونز على موقع ميوزك برينز (الإنجليزية)
- رون جونز على موقع قاعدة بيانات برودواي على الإنترنت (الإنجليزية)
- رون جونز على موقع قاعدة بيانات الفيلم (الإنجليزية)
- رون جونز على موقع كينوبويسك (الروسية)